# 從海底出擊
《從海底出擊》（德語：Das Boot），德國導演沃尔夫冈·彼得森的第一部成名作。全片描述第二次世界大戰德國在大西洋海戰和英國、美國戰鬥；拍攝經費是德國電影拍攝歷史前三名；迥異於一般劇情片，對德軍著名的「潛艇部隊」以「紀錄片」形式作巨細無遺拍攝呈現。也成多國海軍官校上潛戰課教材

## 剧情
時值二次大戰期間，1941年時大西洋戰役如火如荼之際，納粹德國海軍試圖封鎖同盟國的海上運輸線，使用狼群戰術襲擊盟軍商船。法國軍事管轄區境內的拉羅歇爾港，一群德國潛艇官兵正在舞廳俱樂部尋歡作樂，他們服役於舷號U-96的VII級潛艦，隨軍新聞官沃納(Werner)獲得機會登艦貼身採訪潛艦官兵，上尉(Kapitänleutnant)艦長親自向沃納介紹艇上官兵，艦長對舞廳內官兵們各種脫序行為不以為意，並向沃納解釋這是一種化解出海前不安的方式。隔天已做好出海準備的U-96艇前往大西洋執行任務，年輕海兵們各個精神抖擻，然而U-96艇出海後卻接連數十天一無所獲。
狹小的艙內，意志消沉的官兵們彷彿被安靜的大海吞噬，與出海前的光鮮亮麗不同，眾人很快便鬍鬚叢生、蓬頭垢面。艦長在出海數十天後終於接支援友軍的密電，然而航程過遠U-96艇無法及時參與戰鬥。由於海象惡劣，海面搜索目標過於困難，U-96艇便長期保持潛航狀態，並用聲納來追蹤船團，此時他們發現一艘英軍驅逐艦，艦長下令冒險用魚雷攻擊驅逐艦，潛望鏡卻不慎被驅逐艦發現，驅逐艦朝他們急駛而來，U-96艇只能緊急下潛躲避深水炸彈攻擊，儘管僥倖躲過一劫，官兵們卻被爆炸帶來的衝擊波嚇得魂不附體。
潛航數天後，U-96艇終於發現一支盟軍船團，確認附近無驅逐艦保護後，艦長下令發射4枚魚雷攻擊，確認命中目標後，眾人沒有高興多久，便出現數艘英國軍艦追擊U-96艇，U-96艇在數輪深水炸彈攻勢中險些被擊沉，船體更是受到衝擊波影響導致嚴重損害，艦長請求上級返航拉羅歇爾未獲允許，上級指示U-96艇改道西班牙維哥港整補後前往地中海支援北非戰事，這意味著他們必須要冒險通過英國海軍嚴加看守的直布羅陀海峽。
儘管艦長深知這可能有去無回，但軍令難違。U-96艇趁夜色悄悄駛向直布羅陀海峽，雖有夜色掩護，他們還是被配備新式雷達的英國偵察機發現，面對數艘敵艦追擊，U-96艇下潛中發生故障，無法控制下潛深度，一頭撞上海床，潛艦陷入癱瘓，艇內氧氣所剩不多，艦長沉穩指揮船員修復馬達、抽水設備，並將艙內積水排出使潛艇上浮，費盡千辛萬苦，U-96艇終於脫困。
U-96艇返回母港拉羅歇爾，正當停泊在母港拉羅歇爾碼頭與全艦官兵一同接受榮譽時，U-96艇遭英國空軍空襲沉港，艇員們在空襲中或死或傷，受傷的艦長看著沉沒的U-96艇最終不甘的倒了下去。

## 角色
- Jürgen Prochnow - U-96艇上尉艦長，劇中並未提及其姓名，為人沉穩，作風頗受愛戴，船員們暱稱他為"Der Alte"，亦即“頭兒”。
- Herbert Grönemeyer - 沃納中尉(Leutnant Werner)，新聞官，獲得機會貼身採訪U-96艇官兵。
- Klaus Wennemann - U-96艇輪機長，同時也是艦長的左膀右臂。
- Hubertus Bengsch - U-96艇大副。德國海外僑民，狂熱的納粹主義者，在漫長的潛艇生活中，仍堅持剃鬚，並保持優雅的餐桌禮儀。
- Martin Semmelrogge - U-96艇二副。同時負責解密加密後的摩斯密碼。
- Bernd Tauber - U-96艇領航員。
- Heinz Hoenig - U-96艇士官長，負責監聽聲納與兼任醫官工作。
- Erwin Leder - 約翰，U-96艇機械士官。

## 奖项与荣誉
2010年帝国杂志《Empire》将其评为史上最伟大的100部电影的第25名。
本片获得六个奥斯卡奖提名，分别为：最佳导演、最佳改编剧本、最佳摄影、最佳剪辑、最佳音效和最佳音效剪辑。